# J'arrive
Albums de Jacques Brel
Jacques Brel 67
(1967) L'Homme de la Mancha
(1968)
J'arrive est le dixième album studio de Jacques Brel, paru en 1968, alors que le chanteur a d'ores et déjà fait ses adieux à la scène et s'apprête à se « reconvertir » dans le cinéma. Sans titre à l'origine, l'album est désormais identifié par celui de la chanson qui ouvre le disque. L'album s'est vendu, selon les estimations, à 492 200 exemplaires.

## Liste des titres
Textes et musiques de Jacques Brel, sauf indication contraire. 
| 1. | J'arrive              | Jacques Brel & Gérard Jouannest | 4:43 |
| 2. | Vesoul                |                                 | 3:06 |
| 3. | L'Ostendaise          | Jacques Brel & François Rauber  | 4:46 |
| 4. | Je suis un soir d'été |                                 | 4:07 |

| 5. | Regarde bien, petit                                                               |                                 | 4:36 |
| 6. | Comment tuer l'amant de sa femme quand on a été élevé comme moi dans la tradition | Jacques Brel & Gérard Jouannest | 2:37 |
| 7. | L'Éclusier                                                                        |                                 | 4:16 |
| 8. | Un enfant                                                                         | Jacques Brel & Gérard Jouannest | 3:41 |
| 9. | La Bière                                                                          |                                 | 3:11 |

La réédition CD de 2003 ajoute les bonus suivants :
| No  | Titre                                                                | Compositeur(s)                  | Durée |
| --- | -------------------------------------------------------------------- | ------------------------------- | ----- |
| 10. | La Chanson de Van Horst (extrait du film Le Bar de la fourche, 1972) | Jacques Brel & Gérard Jouannest | 2:57  |
| 11. | L'Enfance (extrait du film Le Far West, 1973)                        |                                 | 2:51  |

## Musiciens
- Jacques Brel : guitare (piste 2, non crédité)
- Gérard Jouannest : piano (non crédité)
- Janine de Waleyne : voix (piste 4, non créditée)[2]
- Marcel Azzola : accordéon (piste 2, non crédité)

## Production
- Arrangements et direction musicale : François Rauber
- Prise de son : Gerhard Lehner (non crédité)
- Crédits visuels : Jean-Pierre Leloir